# Edgerton (Wisconsin)
Edgerton város az USA Wisconsin államában. Lakosainak száma 5945 fő (2020. április 1.).

## Népesség
A település népességének változása:

| 2010 | 97    |
| 2020 | 5 945 |